# Tony Dungy
Pro Football Hall of Fame 2016
(en) Statistiques sur pro-football-reference
Anthony Kevin « Tony » Dungy, né le 6 octobre 1955 à Jackson (Michigan), est un joueur américain de football américain devenu entraîneur. 
Il est le premier entraîneur principal afro-américain à remporter le Super Bowl. Il est également le troisième individu de l'histoire de la NFL à  remporter le Super Bowl en tant que joueur puis en tant qu'entraîneur principal, après Mike Ditka et Tom Flores.

## Carrière

### Joueur
Il effectue sa carrière universitaire avec les Golden Gophers du Minnesota de 1973 à 1976. Passé professionnel en National Football League (NFL), il joue deux saisons pour les Steelers de Pittsburgh et remporte au passage le Super Bowl XIII. Il passe chez les 49ers de San Francisco en 1979 avant d'être transféré aux Giants de New York, qui ne le retiennent finalement pas après le camp d'entraînement estival. Dungy décide alors de mettre un terme à sa carrière de joueur et devient entraîneur.

### Entraîneur
Assistant responsable des defensive backs chez les Golden Gophers du Minnesota en 1980, il occupe ce même poste de 1981 à 1983 chez les Steelers de Pittsburgh avant de devenir coordinateur de la défense des Steelers de 1984 à 1988. De nouveau assistant responsable des defensive backs chez les Chiefs de Kansas City de 1989 à 1991, il retrouve un poste de coordinateur de la défense chez les Vikings du Minnesota de 1992 à 1995.
Dungy occupe son premier poste d'entraîneur principal chez les Buccaneers de Tampa Bay de 1996 à 2001 avant de prendre en mains les Colts d'Indianapolis de 2002 à début 2009.